# Feldgendarmerie
La Feldgendarmerie est le nom de la police militaire allemande de la fin des guerres napoléoniennes jusqu'à la fin de la Seconde Guerre mondiale.

## Histoire

### XIXesiècle
La Feldgendarmerie est créée lors du regroupement des unités militaires allemandes, notamment au cours de la guerre de 1866 et de celle de 1870.

### Première Guerre mondiale
En 1914, au début de la Première Guerre mondiale, la Feldgendarmerie compte 33 unités. À la fin de la guerre, elles sont au nombre de 115.

### Seconde Guerre mondiale

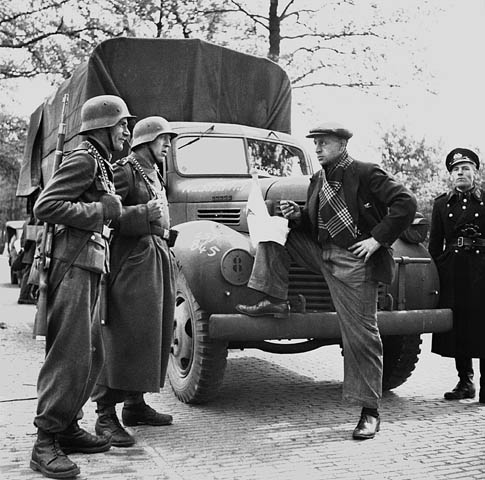
Deux Feldgendarmes (à gauche) gardent un camion de nourriture en Hollande, mai 1945.

Les Feldgendarmes étaient surnommés les « chiens enchaînés » (Kettenhunde) à cause du hausse-col qu'ils portaient autour du cou, qui avait l'allure d'un collier de chien en métal. Ils eurent un rôle important jusqu'à la fin de la Seconde Guerre mondiale, notamment en traquant les dizaines de milliers de déserteurs connus sous le nom de Fahnenflüchtiger. Selon la formule de Hitler qui disait que « les soldats peuvent mourir, mais les déserteurs doivent mourir », de nombreux déserteurs de l'armée allemande furent exécutés sommairement.
Vers la fin de la guerre, alors que le soutien populaire pour des actions autres que défensives commençait à diminuer, la Feldgendarmerie reçut le surnom de Heldenklau (approximativement « voleur de héros ») à cause de toutes les missions impopulaires qui lui incombaient. Ces missions, notamment la recherche des déserteurs parmi les réfugiés et l'envoi des populations de l'arrière vers le front, contribuent à entacher l'image des gendarmes de la Wehrmacht.

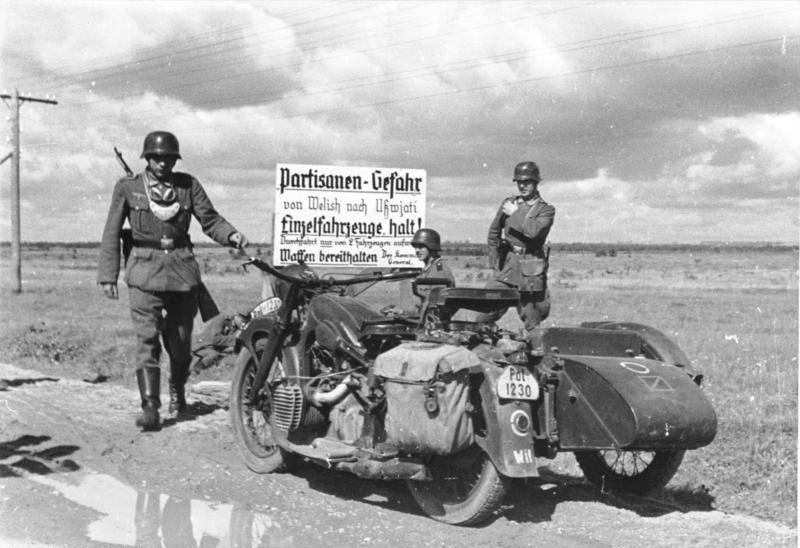
La Feldgendarmerie en Russie occupée, juillet 1941. Le panneau indique : Partisan - Danger […] Véhicules particuliers Stop !

En outre, certaines unités de Feldgendarmerie sont chargées des missions d'occupation des territoires sous contrôle de la Wehrmacht. Elles prennent aussi une part active dans les missions de traque de Juifs, y compris en Europe de l'Ouest.
Ceci s'entend du contrôle du trafic aux missions de police civile en passant par la poursuite et l'exécution des résistants et des soldats ennemis isolés, le contrôle de la chasse de la pêche et de l'agriculture ou encore l'interception de tracts parachutés par l'ennemi.
Lorsque les unités quittaient une région, le contrôle était transféré aux unités SS. La participation de la Feldgendarmerie aux massacres et crimes de guerre commis par les SS n'a jamais été prouvée officiellement, même si, d'une façon générale, l'histoire de cette unité au cours du second conflit mondial a fait l'objet de nombreuses publications et recherches.

#### Feldgendarmerie en France
La Feldgendarmerie est une des unités de police allemande présentes en France occupée et sans doute la plus nombreuse. On estime sa présence à 5 000 ou 6 000 hommes fin 1941 en zone occupée. Elle a des tâches multiples comme le contrôle de la circulation, des papiers, des forces de l'ordre françaises, etc.) mais aussi des cas disciplinaires au sein de la Wehrmacht.
À Paris, différentes unités se répartirent le contrôle des arrondissements : 
- la Feldgendarmerie 903, responsable des 2e, 8e, 9e, 10e, 17e et 18e arrondissements de Paris ;
- la Feldgendarmerie 913, responsable des 1er, 3e, 4e, 11e, 19e et 20e arrondissements de Paris ;
- la Feldgendarmerie 923, responsable des 5e, 12e, 13e et 14e arrondissements de Paris ;
- la Feldgendarmerie 933, responsable des 6e, 7e, 15e et 16e arrondissements de Paris.

## Organisation après-guerre
Avec la création de la Bundeswehr, de nombreuses unités furent baptisées de noms choisis pour éviter toute ressemblance avec leurs équivalents de la Wehrmacht. En ce qui concerne la police militaire au sein de la Bundeswehr, ce rôle est assumé par les Feldjäger (ce nom est celui de l'ancienne Feldgendarmerie  prussienne).

## Uniforme

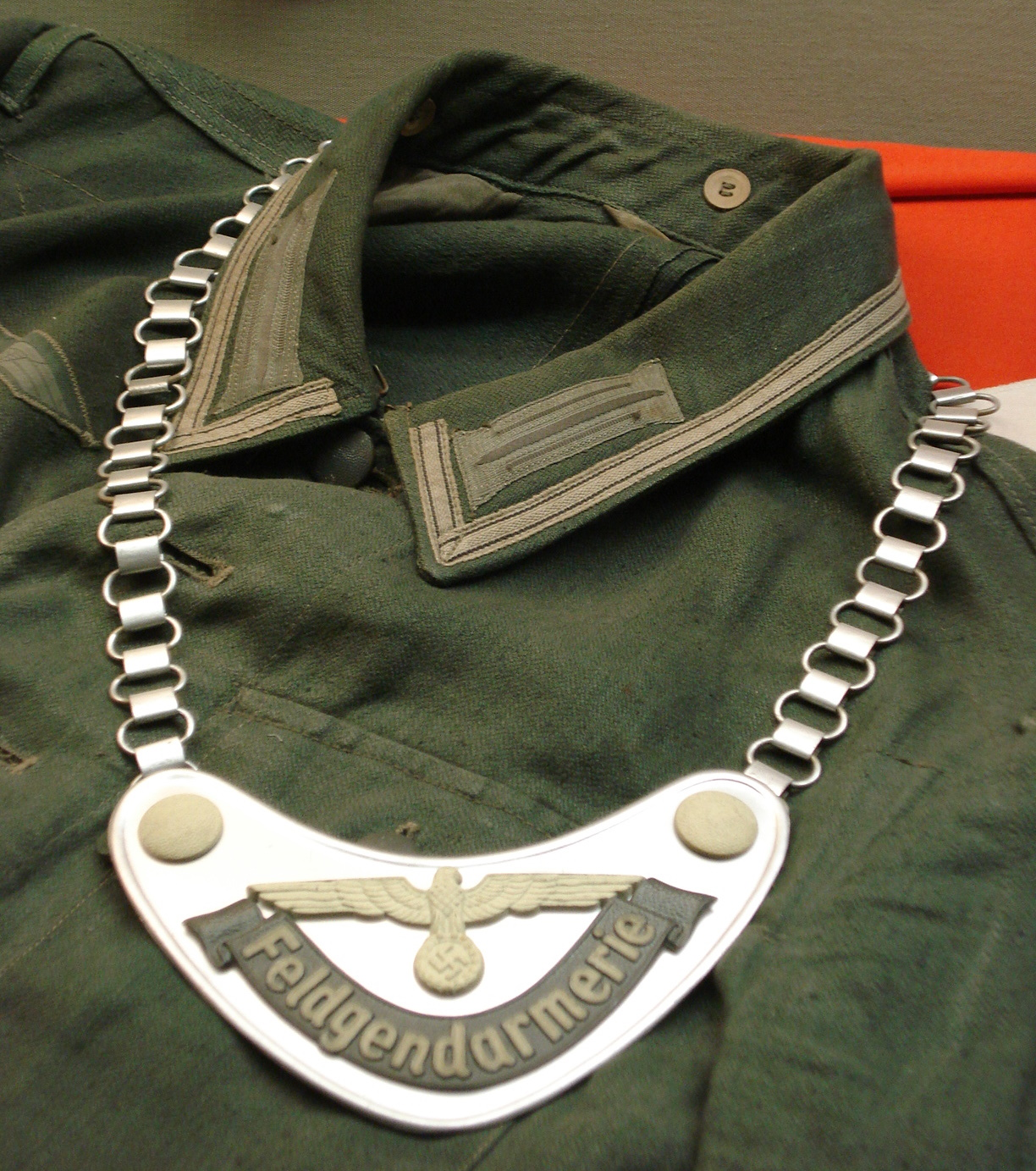
Hausse-col (Ringkragen) distinctif des « Feldgendarmes ».

L’uniforme des Feldgendarmen est pour l’essentiel identique à celui des autres soldats de la Wehrmacht, mais des insignes spéciaux permettent de les identifier immédiatement. Le plus emblématique est le Ringkragen, ou hausse-col, qui joue le rôle de badge et n’est porté qu’en service pour des missions de police. Il prend la forme d’un croissant en métal peint en gris clair, sur lequel se trouve au centre un aigle de la Wehrmacht de couleur jaune, au-dessus d’un phylactère gris foncé portant la mention Feldgendarmerie. La plaque est portée autour du cou avec une chaîne.
Outre le hausse-col, la Feldgendarmerie a en Waffenfarbe, c’est-à-dire comme couleur d’arme, l'orange, tirant généralement sur le brun. Celle-ci se retrouve aux endroits usuels de l’uniforme, sur les passepoils des épaulières et des couvre-chefs et le fond des insignes de col. Les Feldgendarmen portent également au bas de la manche gauche une bande marron portant en lettres gothiques grises l’inscription Feldgendarmerie et ils arborent jusqu’en 1944 en haut de cette même manche l’insigne du corps : un aigle de police entouré de feuilles de chêne, le tout brodé en orange, ou en fil argenté pour les officiers.
Les personnels qui n’appartiennent pas à la Feldgendarmerie, mais y sont temporairement attachés conservent leur uniforme habituel avec au bras gauche un brassard vert portant en orange l’inscription Feldgendarmerie.